# Crescênzio Rinaldini
Crescênzio Rinaldini (Gardone Val Trompia, 1925. december 27. – Belo Horizonte, 2011. október 24.) olasz születésű brazil teológus, egyetemi tanár és katolikus pap. 1949-ben szentelték fel. 1982 és 2011 között volt Araçuaí római katolikus egyházmegyéjének vezetője.